# She Works Hard for the Money
| Recensione | Giudizio |
| ---------- | -------- |
| AllMusic   | [ 1 ]    |

She Works Hard for the Money è l'undicesimo album in studio della cantautrice statunitense Donna Summer, pubblicato nel giugno del 1983 per l'etichetta Mercury Records. 
Viene considerato l'album degli anni ottanta di maggior successo della cantante (la stessa title track è una delle sue canzoni più famose).

## Tracce
Lato A
1. She Works Hard for the Money – 5:19 (Michael Omartian, Donna Summer)
2. Stop, Look and Listen – 5:52 (Omartian, Greg Phillinganes, Summer)
3. He's a Rebel – 4:22 (Jay Graydon, Omartian, Summer)
4. Woman – 4:19 (Graydon, Omartian, Bruce Sudano, Summer)

Lato B
1. Unconditional Love – 4:42 (Omartian, Summer)
2. Love Has a Mind of Its Own – 4:16 (Omartian, Sudano, Summer)
3. Tokyo – 4:15 (Omartian, Sudano, Summer)
4. People, People – 3:53 (Omartian, Sudano, Summer)
5. I Do Believe (I Fell in Love) – 4:52 (Summer)

## Formazione
- Donna Summer – voce
- Musical Youth – voce (in "Unconditional Love")
- Matthew Ward – voce
- Dara Lynn Bernard, Mary E. Bernard, Roberta Kelly, Pamela Quinlan, Matthew Ward – cori
- Gary Herbig – sassofono
- Jerry Hey, Chuck Findley, Gary Grant, Dick Hyde, Charlie Loper – fiati
- Michael Omartian – pianoforte, sintetizzatore, programmazione, accordion
- Michael Boddicker – sintetizzatore, programmazione
- Jay Graydon, Marty Walsh – chitarra
- Ray Parker Jr. – chitarra ritmica
- Nathan East – basso
- Mike Baird - batteria
- Lenny Castro - conga
- John Gilston - programmazione
- Assa Drori - primo violino

## Classifiche
| Classifica (1983) | Posizione massima |
| ----------------- | ----------------- |
| Germania          | 14                |
| Norvegia          | 12                |
| Nuova Zelanda     | 47                |
| Paesi Bassi       | 9                 |
| Svezia            | 8                 |
| Svizzera          | 2                 |